# Mutual of Omaha Building
El Mutual of Omaha Building es un rascacielos de 85 metros y 14 pisos en el centro de Omaha, Nebraska, Estados Unidos . Fue construido en 1970 y es actualmente el sexto edificio más alto de Omaha. El edificio alberga la sede de Mutual of Omaha Insurance Company y es el edificio más grande del desarrollo Midtown Crossing de Mutual of Omaha. La sede está compuesta también por otro edificio de 8 plantas.

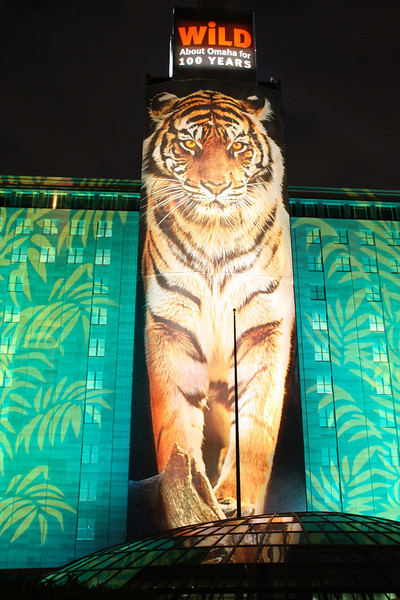
El edificio en 2009

Unido al edificio principal, el Mutual of Omaha Dome es una instalación subterránea coronada por una gran cúpula de vidrio. Esta cúpula alberga una cafetería para los empleados de la sede.
La envoltura del edificio fue completada por Super Color Digital, una empresa de impresión digital de formato grande con sede en el condado de Orange, California.
La cara del norte del edificio fue cubierta con una fotografía de gran tamaño de un nadador olímpico en junio de 2008 como anuncio para las pruebas de nado del Comité Olímpico y Paralímpico Estadounidense que se celebran en la ciudad en julio, también se han instalado otros años estatuas de nadadores en el perímetro del edificio. En otra ocasión, en junio de 2009 la cara del norte del edificio estuvo adornada con la impresión de un tigre con motivo del centenario de la empresa.